# Allocosa gorontalensis
Allocosa gorontalensis este o specie de păianjeni din genul Allocosa, familia Lycosidae. A fost descrisă pentru prima dată de Merian, 1911.
Este endemică în Sulawesi. Conform Catalogue of Life specia Allocosa gorontalensis nu are subspecii cunoscute.